# Stjärndatum
Stjärndatum (svenska: stardate) är ett fiktivt kalendersystem som introducerats i science fiction-serien Star Trek, och används av flertalet arter. Något enhetligt system för att räkna om tid och datum från den gregorianska kalendern till ett uttryck i Stjärndatum finns inte. Detta på grund av att ett uttryck i Stjärndatum inte har samma uppbyggnad i de olika serierna.

### Fotnoter
1. ↑  ”Stjärndatum”. Star Trek-databas. http://www.startrekdb.se/om_sidan/ordforklaringar.php?forklaring=37. Läst 9 september 2015.